# 小灌木南芥
小灌木南芥（学名：Arabis fruticulosa）为十字花科南芥属下的一个种。

## 扩展阅读
- 維基物種上的相關：小灌木南芥